# جرمینیاجا
جرمینیاجا (به ایتالیایی: Germignaga) یک کومونه در ایتالیا است که در استان وارزه واقع شده‌است.

## خصوصیات
جرمینیاجا ۶٫۲ کیلومترمربع مساحت و ۳٬۷۲۱ نفر جمعیت دارد و ۲۰۴ متر بالاتر از سطح دریا واقع شده‌است.